# Sam Jones III
Sam Jones III (* 29. April 1983 in Boston, Massachusetts, als Samuel L. Jones III) ist ein US-amerikanischer Schauspieler, bekannt für seine Rolle des Pete Ross in der Fernsehserie Smallville.

## Leben
Sam Jones III ist der Sohn des Basketballspieler Sam Jones II von den Boston Celtics. Bereits als Kind trat Jones in Werbespots auf. Nachdem er einen Sommerurlaub in Los Angeles verbracht hatte, beschloss er Schauspieler zu werden. Kurz nach seinem Abschluss an der High School zog er nach Hollywood, um Schauspieler zu werden. In seiner Freizeit spielt er gerne Basketball.
Im Oktober 2009 wurde Jones durch die DEA wegen Verschwörung und des Planens zum Dealen von 10.000 Oxycodon-Tabletten festgenommen, die Anklage bezieht sich auf größere Drogendeals aus dem Zeitraum von April bis Juli 2008. Die mögliche Höchststrafe liegt bei bis zu 20 Jahren Haft in einem Bundesgefängnis. Jones hatte sich schuldig bekannt und wurde im Dezember 2010 für schuldig befunden. Im Juni 2011 wurde er zu einer einjährigen Haftstrafe mit anschließender dreijähriger Bewährung verurteilt.
Seit 2010 wird Jones eine Beziehung zum amerikanischen Model Karissa Shannon nachgesagt, mit der er auch ein Sex-Tape veröffentlicht hatte.

## Karriere
Bereits nach kurzer Zeit erhielt Jones Gastauftritte in Fernsehserien wie New York Cops – NYPD Blue,  Für alle Fälle Amy und CSI: Den Tätern auf der Spur. Seinen Durchbruch hatte er 2001 mit der Rolle von Clark Kents besten Freund Pete Ross in der Serie Smallville. Diese Hauptrolle spielte er in den ersten drei Staffeln sowie für einen Gastauftritt in der siebten Staffel.
In der Erfolgsserie Emergency Room – Die Notaufnahme spielte Jones von 2005 bis 2009 die wiederkehrende Rolle des Charlie 'Chaz' Pratt Jr. Auch wenn Jones meist in Fernsehserien spielt, hatte er auch Rollen in Filmen, so auch in Spiel auf Sieg. 
2010 hatte er eine der Hauptrollen in der ersten Staffel der Serie Blue Mountain State in der er den Sportler Craig Shilo spielte. Aus der Serie wurde er aufgrund seiner Drogen-Festnahme herausgeschrieben. Noch 2010 spielte er in einer Folge in der Anwaltsserie The Defenders die Rolle eines zu Unrecht des gewaltsamen Überfalls angeklagten Gelegenheitsdealers.
In dem 2016 erschienenen Film Blue Mountain State: The Rise of Thadland kehrte er in seine Rolle als "Craig Shilo" zurück.

## Filmografie (Auswahl)
- 1999: New York Cops – NYPD Blue (NYPD Blue, Folge 6.15 I Have a Dream)
- 1999: California Highschool 2 – Pausenstreß und erste Liebe (Saved by the Bell: The New Class, Folge 7.01 Show Me the Money)
- 1999: Pensacola – Flügel aus Stahl (Pensacola: Wings of Gold, Folge 3.02 Gypsy Tumble)
- 1999: Für alle Fälle Amy (Judging Amy, Folge 1.08 Near Death Experience)
- 2000: Pacific Blue – Die Strandpolizei (Pacific Blue, Folge 5.16 A Thousand Words)
- 2000–2001: CSI: Den Tätern auf der Spur (CSI: Crime Scene Investigation, 2 Folgen)
- 2001: Snipes (Film)
- 2001–2008: Smallville (68 Folgen)
- 2002: The Nightmare Room (Folgen 1.13–1.14)
- 2003: Practice – Die Anwälte (Practice, Folge 7.18 Capitol Crimes)
- 2002: ZigZag (Film)
- 2005–2009: Emergency Room – Die Notaufnahme (ER, 16 Folgen)
- 2006: Eine himmlische Familie (7th Heaven, Folge 10.12 Got MLK?)
- 2006: Spiel auf Sieg (Glory Road, Film)
- 2006: Home of the Brave (Film)
- 2007: Bones – Die Knochenjägerin (Bones, Folge 3.06 Intern in the Incinerator)
- 2010: Blue Mountain State (Folgen 1.01–1.13)
- 2010: The Defenders (Folge 1.03 Nevada v. Carter)
- 2016: Blue Mountain State: The Rise of Thadland